# راسيل سميث (مغني)
راسيل سميث (بالإنجليزية: Russell Smith)‏ هو مغني ومغن مؤلف أمريكي، ولد في 17 يونيو 1949 في ناشفيل في الولايات المتحدة.

## وصلات خارجية
- راسيل سميث على موقع ميوزك برينز (الإنجليزية)
- راسيل سميث على موقع أول ميوزيك (الإنجليزية)
- راسيل سميث على موقع ديسكوغز (الإنجليزية)